# Route nationale 151bis
La route nationale 151BIS, ou RN 151BIS, était une route nationale française reliant Saint-Pierre-le-Moûtier à Chasseneuil-sur-Bonnieure.

## Histoire
Elle a été créée par ordonnance royale du 17 janvier 1827. Entre Maubert et Chasseneuil-sur-Bonnieure, elle reprend la route départementale de la Charente no 1 d'Angoulême à Châteauroux depuis Chasseneuil jusqu'à Confolens par Saint-Claud, classée par décret du 7 janvier 1813, et la route départementale de la Haute-Vienne no 5 d'Angoulême à Châteauroux par Bellac, classée par ordonnance royale du 17 juillet 1822.
À la suite des déclassements de 1972, elle est classée RN 76 de Saint-Pierre-le-Moûtier à Sancoins, RD 951 de Sancoins à Thevet-Saint-Julien, RD 951BIS de L'Embranchement à Aigurande, RD 951 d'Aigurande à La Souterraine, RN 145 de Maubert à Bellac, RD 951 du Repaire à Chasseneuil-sur-Bonnieure. L'itinéraire a emprunté la RN 140 (aujourd'hui RD 940) de Thevet-Saint-Julien à L'Embranchement, la RN 142 (aujourd'hui RN 145) de la Souterraine à Maubert et la RN 147 de Bellac au Repaire.

## Tracé

### Entre Saint-Pierre-le-Moûtier et Thevet-Saint-Julien (N 76 & D 951)
- Saint-Pierre-le-Moûtier 46° 47′ 44″ N, 3° 07′ 08″ E
- Mornay-sur-Allier 46° 49′ 07″ N, 3° 01′ 44″ E
- Sancoins 46° 49′ 53″ N, 2° 55′ 12″ E
- Bessais-le-Fromental 46° 44′ 45″ N, 2° 45′ 43″ E
- Charenton-du-Cher 46° 43′ 46″ N, 2° 38′ 33″ E
- Saint-Amand-Montrond 46° 43′ 39″ N, 2° 30′ 00″ E
- Orval 46° 43′ 24″ N, 2° 29′ 04″ E
- Bouzais 46° 42′ 16″ N, 2° 28′ 42″ E
- Le Châtelet 46° 38′ 32″ N, 2° 17′ 00″ E
- Loye-sur-Arnon 46° 39′ 10″ N, 2° 23′ 14″ E
- Ardenais 46° 39′ 08″ N, 2° 22′ 11″ E
- Vicq-Exemplet 46° 37′ 44″ N, 2° 08′ 28″ E
- Thevet-Saint-Julien, où on rencontre l'ancienne RN 140 (aujourd'hui D 940) 46° 38′ 19″ N, 2° 04′ 30″ E

### Entre L'Embranchement et La Souterraine (D 951BIS& D 951)
- L'Embranchement, commune de Pouligny-Saint-Martin 46° 30′ 52″ N, 1° 59′ 35″ E
- Crevant 46° 29′ 13″ N, 1° 56′ 46″ E
- Aigurande 46° 26′ 03″ N, 1° 49′ 42″ E
- Chambon-Sainte-Croix 46° 21′ 21″ N, 1° 46′ 29″ E
- Dun-le-Palestel 46° 18′ 19″ N, 1° 39′ 51″ E
- Colondannes 46° 17′ 21″ N, 1° 36′ 40″ E
- Saint-Léger-Bridereix 46° 17′ 08″ N, 1° 35′ 12″ E
- La Souterraine, ou on rencontre l'ancienne RN 142 (aujourd'hui RN 145) 46° 14′ 18″ N, 1° 29′ 29″ E

### Entre Maubert et Chasseneuil-sur-Bonnieure (N 145, D 951 & D 952)
- Maubert, commune de Dompierre-les-Églises 46° 11′ 33″ N, 1° 14′ 15″ E
- Bellac, où on rencontre la RN 147 46° 07′ 19″ N, 1° 02′ 57″ E
- Le Repaire, commune de Bellac 46° 07′ 46″ N, 0° 59′ 26″ E
- Mézières-sur-Issoire 46° 06′ 27″ N, 0° 54′ 38″ E
- Brillac 46° 04′ 37″ N, 0° 44′ 50″ E
- Saint-Germain-de-Confolens 46° 03′ 14″ N, 0° 41′ 03″ E
- Confolens (de nos jours, la D 951 est déviée ; l'ancien tracé est devenu D 952) 46° 00′ 48″ N, 0° 40′ 16″ E
- Ansac-sur-Vienne 45° 59′ 38″ N, 0° 38′ 46″ E
- Saint-Claud 45° 53′ 41″ N, 0° 27′ 53″ E
- Lussac 45° 51′ 30″ N, 0° 27′ 56″ E
- Chasseneuil-sur-Bonnieure 45° 49′ 42″ N, 0° 27′ 15″ E